# IBU Cup 2021/2022
IBU Cup 2021/2022 byl 14. ročníkem druhého nejvyššího okruh závodů v biatlonu pořádaným Mezinárodní biatlonovou unií (IBU). Začal 23. listopadu 2021 ve švédském Idre a skončil 13. března 2022 v italském Ridnaun. Hlavní událostí tohoto ročníku bylo mistrovství Evropy konané v německém Velkém Javoru v lednu 2022.
Celková vítězství z minulého ročníku obhajovali Nor Filip Fjeld Andersen a Němka Vanessa Voigtová, kteří dali přednost závodům světového poháru. Mezi muži zvítězil jiný Nor Erlend Bjøntegaard, mezi ženami Francouzka Lou Jeanmonnotová.
Po únorové ruské invazi vůči Ukrajině původně došlo k rozhodnutí Mezinárodní biatlonové organizace, že ruští a běloruští biatlonisté nesmí v závodech světového poháru, IBU Cupu a dalších akcích konaných pod záštitou IBU reprezentovat tyto země, mohli však závodit pod neutrální vlajkou. Na jejich kombinézách nesměly být zobrazeny žádný ruský nebo běloruský symbol nebo národní barvy. Případným vítězům by nebyla hrána jejich národní hymna a nemohly získat body do hodnocení národů. Následně však Mezinárodní biatlonová organizace zákaz přísnila a došlo k absolutnímu vyloučení závodníků Ruska a Běloruska z biatlonových soutěží bez výjimek. Tato reakce přišla po oznámení úmrtí 19letého ukrajinského biatlonisty Jevhena Malyševa. Ruský biatlonový svaz již po prvních sankcích oznámil, že své závodníky za daných podmínek na žádné závody nevyšle.

## Program
Program IBU Cupu 2021/2022:
| Místo konání     | Datum konání                     | Sprint | Supersprint | Stíhací závod | Zkrácený vytrvalostní závod | Vytrvalostní závod | Hromadný start | Smíšená štafeta | Smíšený závod dvojic |
| ---------------- | -------------------------------- | ------ | ----------- | ------------- | --------------------------- | ------------------ | -------------- | --------------- | -------------------- |
| Idre             | 23.–28. listopadu 2021           | ● ●    |             | ●             |                             |                    |                |                 |                      |
| Sjusjøen         | 29. listopadu – 4. prosince 2021 | ●      | ●           |               |                             |                    | ●              |                 |                      |
| Obertilliach     | 14.–19. prosince 2021            | ●      |             |               |                             | ●                  |                | ●               | ●                    |
| Brezno-Osrblie   | 6.–9. ledna 2022                 | ● ●    |             |               |                             |                    |                |                 |                      |
| Brezno-Osrblie   | 11.–15. ledna 2022               | ●      |             | ●             | ●                           |                    |                |                 |                      |
| Velký Javor (ME) | 24.–30. ledna 2022               | ●      |             | ●             |                             | ●                  |                | ●               | ●                    |
| Nové Město       | 1.–5. února 2022                 | ● ●    |             |               |                             |                    |                |                 |                      |
| Lenzerheide      | 28. února – 6. března 2022       | ●      | ●           |               |                             |                    | ●              |                 |                      |
| Ridnaun          | 8.–13. března 2022               | ●      |             | ●             |                             |                    |                | ●               | ●                    |

## Pódiové umístění

### Muži
| Č.  | Datum              | Místo            | Disciplína                  | Délka   | Vítěz                     | Druhé místo               | Třetí místo           | Vedoucí IC (po závodě) |
| --- | ------------------ | ---------------- | --------------------------- | ------- | ------------------------- | ------------------------- | --------------------- | ---------------------- |
| 1.  | 25. listopadu 2021 | Idre             | sprint                      | 10 km   | Lucas Fratzscher          | Sverre Dahlen Aspenes     | Johannes Kühn         | Fratzscher             |
| 2.  | 27. listopadu 2021 | Idre             | sprint                      | 10 km   | Aleksander Fjeld Andersen | Lucas Fratzscher          | Vasilij Tomšin        | Fratzscher             |
| 3.  | 28. listopadu 2021 | Idre             | stíhací závod               | 12,5 km | Vasilij Tomšin            | Aleksander Fjeld Andersen | Alexandr Povarnicyn   | Fratzscher             |
| 4.  | 1. prosince 2021   | Sjusjøen         | sprint                      | 7,5 km  | Filip Fjeld Andersen      | Erlend Bjøntegaard        | Justus Strelow        | Fratzscher             |
| 5.  | 3. prosince 2021   | Sjusjøen         | sprint                      | 10 km   | Anton Babikov             | Filip Fjeld Andersen      | Erlend Bjøntegaard    | Fratzscher             |
| 6.  | 4. prosince 2021   | Sjusjøen         | hromadný start              | 15 km   | Anton Babikov             | Erlend Bjøntegaard        | Rémi Broutier         | Fratzscher             |
| 7.  | 16. prosince 2021  | Obertilliach     | vytrvalostní závod          | 20 km   | David Zobel               | Dominik Windisch          | Maxim Cvetkov         | Fratzscher             |
| 8.  | 18. prosince 2021  | Obertilliach     | sprint                      | 10 km   | Håvard Gutubø Bogetveit   | Erlend Bjøntegaard        | Maxim Cvetkov         | Fratzscher             |
| 9.  | 8. ledna 2022      | Brezno-Osrblie   | sprint                      | 10 km   | Aleksander Fjeld Andersen | Nikita Poršněv            | Ilnaz Muchamedzianov  | A. F. Andersen         |
| 10. | 9. ledna 2022      | Brezno-Osrblie   | sprint                      | 10 km   | Sindre Fjellheim Jorde    | Håvard Gutubø Bogetveit   | Johannes Dale         | Bjøntegaard            |
| 11. | 12. ledna 2022     | Brezno-Osrblie   | zkrácený vytrvalostní závod | 15 km   | Vetle Paulsen             | Martin Femsteinevik       | Justus Strelow        | Bjøntegaard            |
| 12. | 14. ledna 2022     | Brezno-Osrblie   | sprint                      | 10 km   | Émilien Claude            | Sindre Pettersen          | Petr Paščenko         | Bjøntegaard            |
| 13. | 15. ledna 2022     | Brezno-Osrblie   | stíhací závod               | 12,5 km | zrušeno                   | zrušeno                   | zrušeno               | Bjøntegaard            |
| 14. | 26. ledna 2022     | Velký Javor (ME) | vytrvalostní závod          | 20 km   | Sverre Dahlen Aspenes     | Anton Babikov             | Matthias Dorfer       | Bjøntegaard            |
| 15. | 28. ledna 2022     | Velký Javor (ME) | sprint                      | 10 km   | Erlend Bjøntegaard        | Nikita Poršněv            | Lucas Fratzscher      | Bjøntegaard            |
| 16. | 29. ledna 2022     | Velký Javor (ME) | stíhací závod               | 12,5 km | Sverre Dahlen Aspenes     | Petr Paščenko             | Lucas Fratzscher      | Bjøntegaard            |
| 17. | 3. února 2022      | Nové Město       | sprint                      | 10 km   | Sverre Dahlen Aspenes     | Alexandr Povarnicyn       | Philipp Horn          | Bjøntegaard            |
| 18. | 5. února 2022      | Nové Město       | sprint                      | 10 km   | Aleksander Fjeld Andersen | Justus Strelow            | Sverre Dahlen Aspenes | Bjøntegaard            |
| 19. | 3. března 2022     | Lenzerheide      | sprint                      | 10 km   | Johannes Dale             | Endre Strømsheim          | Lucas Fratzscher      | Bjøntegaard            |
| 20. | 5. března 2022     | Lenzerheide      | supersprint                 | 7,5 km  | Philipp Horn              | Justus Strelow            | Émilien Claude        | Bjøntegaard            |
| 21. | 6. března 2022     | Lenzerheide      | hromadný start              | 15 km   | Endre Strømsheim          | Johannes Dale             | Philipp Horn          | Bjøntegaard            |
| 22. | 10. března 2022    | Ridnaun          | sprint                      | 10 km   | Erlend Bjøntegaard        | Marco Groß                | Philipp Horn          | Bjøntegaard            |
| 23. | 12. března 2022    | Ridnaun          | stíhací závod               | 12,5 km | Philipp Horn              | Erlend Bjøntegaard        | Marco Groß            | Bjøntegaard            |

### Ženy
| Č.  | Datum              | Místo            | Disciplína                  | Délka   | Vítězka                  | Druhé místo              | Třetí místo                       | Vedoucí IC (po závodě) |
| --- | ------------------ | ---------------- | --------------------------- | ------- | ------------------------ | ------------------------ | --------------------------------- | ---------------------- |
| 1.  | 25. listopadu 2021 | Idre             | sprint                      | 7,5 km  | Marion Wiesensarterová   | Caroline Colombová       | Darja Blašková                    | Wiesensarterová        |
| 2.  | 27. listopadu 2021 | Idre             | sprint                      | 7,5 km  | Franziska Hildebrandová  | Caroline Colombová       | Irene Cadurischová Darja Blašková | Colombová              |
| 3.  | 28. listopadu 2021 | Idre             | stíhací závod               | 10 km   | Franziska Hildebrandová  | Jevgenija Burtasovová    | Paula Botetová                    | Burtasovová            |
| 4.  | 1. prosince 2021   | Sjusjøen         | sprint                      | 7,5 km  | Linda Zingerleová        | Iryna Petrenková         | Anastasija Ševčenková             | Hildebrandová          |
| 5.  | 3. prosince 2021   | Sjusjøen         | sprint                      | 7,5 km  | Anastasija Ševčenková    | Karoline Erdalová        | Paula Botetová                    | Ševčenková             |
| 6.  | 4. prosince 2021   | Sjusjøen         | hromadný start              | 12,5 km | Ragnhild Femsteineviková | Anastasija Ševčenková    | Paula Botetová                    | Ševčenková             |
| 7.  | 16. prosince 2021  | Obertilliach     | vytrvalostní závod          | 15 km   | Elisabeth Högbergoá      | Franziska Hildebrandová  | Marthe Johansenová                | Ševčenková             |
| 8.  | 18. prosince 2021  | Obertilliach     | sprint                      | 7,5 km  | Anastasija Ševčenková    | Paula Botetová           | Karoline Knottenová               | Ševčenková             |
| 9.  | 8. ledna 2022      | Brezno-Osrblie   | sprint                      | 7,5 km  | Ragnhild Femsteineviková | Gilonne Guigonnatová     | Juni Arnekleivová                 | Ševčenková             |
| 10. | 9. ledna 2022      | Brezno-Osrblie   | sprint                      | 7,5 km  | Larisa Kuklinová         | Ragnhild Femsteineviková | Vikctoria Slivkovová              | Ševčenková             |
| 11. | 12. ledna 2022     | Brezno-Osrblie   | zkrácený vytrvalostní závod | 12,5 km | Janina Hettichová        | Jevgenija Burtasovová    | Marthe Johansenová                | Högbergová             |
| 12. | 14. ledna 2022     | Brezno-Osrblie   | sprint                      | 7,5 km  | Camille Benedová         | Jevgenija Burtasovová    | Natalja Gerbulovová               | Burtasovová            |
| 13. | 15. ledna 2022     | Brezno-Osrblie   | stíhací závod               | 10 km   | Jevgenija Burtasovová    | Sara Anderssonová        | Jenny Enoddová                    | Burtasovová            |
| 14. | 26. ledna 2022     | Velký Javor (ME) | vytrvalostní závod          | 15 km   | Jevgenija Burtasovová    | Alina Stremousová        | Natalja Gerbulovová               | Burtasovová            |
| 15. | 28. ledna 2022     | Velký Javor (ME) | sprint                      | 7,5 km  | Ragnhild Femsteineviková | Franziska Hildebrandová  | Janina Hettichová                 | Burtasovová            |
| 16. | 29. ledna 2022     | Velký Javor (ME) | stíhací závod               | 10 km   | Alina Stremousová        | Janina Hettichová        | Jenny Enoddová                    | Burtasovová            |
| 17. | 3. února 2022      | Nové Město       | sprint                      | 7,5 km  | Caroline Colombová       | Anna Gandlerová          | Larisa Kuklinová                  | Burtasovová            |
| 18. | 5. února 2022      | Nové Město       | sprint                      | 7,5 km  | Irina Kručinkinová       | Janina Hettichová        | Marthe Johansenová                | Burtasovová            |
| 19. | 3. března 2022     | Lenzerheide      | sprint                      | 7,5 km  | Michela Carrarová        | Karoline Erdalová        | Caroline Colombová                | Burtasovová            |
| 20. | 5. března 2022     | Lenzerheide      | supersprint                 | 7,5 km  | Ragnhild Femsteineviková | Anna Weidelová           | Lou Jeanmonnotová                 | Burtasovová            |
| 21. | 6. března 2022     | Lenzerheide      | hromadný start              | 12,5 km | Hanna Kebingerová        | Jenny Enoddová           | Lou Jeanmonnotová                 | Jeanmonnotová          |
| 22. | 10. března 2022    | Ridnaun          | sprint                      | 7,5 km  | Lou Jeanmonnotová        | Elisabeth Högbergová     | Karoline Erdalová                 | Jeanmonnotová          |
| 23. | 12. března 2022    | Ridnaun          | stíhací závod               | 10 km   | Caroline Colombová       | Ragnhild Femsteineviková | Lou Jeanmonnotová                 | Jeanmonnotová          |

### Smíšené závody
| Č. | Datum             | Místo            | Disciplína           | Vítězové                                                                       | Druhé místo                                                                                  | Třetí místo                                                                   | Vedoucí disciplíny (po závodě) |
| -- | ----------------- | ---------------- | -------------------- | ------------------------------------------------------------------------------ | -------------------------------------------------------------------------------------------- | ----------------------------------------------------------------------------- | ------------------------------ |
| 1. | 19. prosince 2021 | Obertilliach     | smíšená štafeta      | RuskoAnastasija Ševčenková Anastasija Goreevová Nikita Poršněv Maxim Cvetkov   | NorskoMarthe Kråkstad Johansenová Åsne Skredevová Håvard Gutubø Bogetveit Erlend Bjøntegaard | ItálieBeatrice Trabucchiová Michela Carrarová Didier Bionaz Dominik Windisch  | Rusko                          |
| 2. | 19. prosince 2021 | Obertilliach     | smíšená závod dvojic | RuskoJevgenija Burtasovová Anton Babikov                                       | ŠvédskoElisabeth Högbergová Viktor Brandt                                                    | ItálieRebecca Passlerová Patrick Braunhofer                                   | Rusko                          |
| 3. | 30. ledna 2022    | Velký Javor (ME) | smíšená štafeta      | NorskoErlend Bjøntegaard Johannes Dale Jenny Enoddová Ragnhild Femsteineviková | NěmeckoLucas Fratzscher Philipp Horn Janina Hettichová Sophia Schneiderová                   | ŠvýcarskoSerafin Wiestner Martin Jäger Elisa Gasparinová Aita Gasparinová     | Rusko                          |
| 4. | 30. ledna 2022    | Velký Javor (ME) | smíšený závod dvojic | RuskoAnton Babikov Jevgenija Burtasovová                                       | FrancieÉmilien Claude Lou Jeanmonnotová                                                      | NěmeckoJustus Strelow Franziska Hildebrandová                                 | Rusko                          |
| 5. | 13. března 2022   | Ridnaun          | smíšený závod dvojic | NěmeckoAnna Weidelová Marco Groß                                               | FrancieLou Jeanmonnotová Émilien Claude                                                      | NorskoRagnhild Femsteineviková Sverre Dahlen Aspenes                          | Norsko                         |
| 6. | 13. března 2022   | Ridnaun          | smíšená štafeta      | FrancieCamille Benedová Caroline Colombová Sebastien Mahon Hugo Rivail         | NěmeckoMarion Wiesensarterová Hanna Kebingerová Johannes Werner Donhauser Philipp Horn       | ŠvédskoIngela Anderssonová Elisabeth Högbergová Emil Nykvist Henning Sjökvist | Francie                        |

## Pořadí IBU Cupu

### Pořadí jednotlivců
Konečné pořadí po 22 (muži) / 23 (ženy) závodech
Do celkového pořadí se započítává dvacet (muži) / jednadvacet (ženy) nejlepších výsledků.
| Muži   | Muži                      | Muži |
| Pořadí | Jméno                     | Body |
| ------ | ------------------------- | ---- |
| 1.     | Erlend Bjøntegaard        | 829  |
| 2.     | Håvard Gutubø Bogetveit   | 647  |
| 3.     | Sverre Dahlen Aspenes     | 639  |
| 4.     | Lukas Fratzscher          | 605  |
| 5.     | Justus Strelow            | 565  |
| 6.     | Émilien Claude            | 549  |
| 7.     | Aleksander Fjeld Andersen | 548  |
| 8.     | Philipp Horn              | 484  |
| 9.     | Vasilij Tomšin            | 467  |
| 10.    | Johannes Dale             | 402  |
| 28.    | Vítězslav Hornig          | 192  |
| 31.    | Tomáš Mikyska             | 173  |
| 40.    | Milan Žemlička            | 145  |
| 69.    | Tomáš Krupčík             | 88   |
| 101.   | Jonáš Mareček             | 45   |
| 144.   | Luděk Abrahám             | 10   |
| 146.   | Josef Kabrda              | 8    |

| Ženy   | Ženy                        | Ženy |
| Pořadí | Jméno                       | Body |
| ------ | --------------------------- | ---- |
| 1.     | Lou Jeanmonnotová           | 668  |
| 2.     | Ragnhild Femsteineviková    | 643  |
| 3.     | Elisabeth Högbergová        | 590  |
| 4.     | Marthe Kråkstad Johansenová | 562  |
| 5.     | Camille Benedová            | 555  |
| 6.     | Jevgenija Burtasovová       | 548  |
| 7.     | Sophie Chauveauová          | 545  |
| 8.     | Caroline Colombová          | 513  |
| 9.     | Karoline Erdalová           | 493  |
| 10.    | Jenny Enoddová              | 481  |
| 43.    | Eliška Teplá                | 153  |
| 49.    | Tereza Voborníková          | 130  |
| 106.   | Klára Lejsel                | 32   |
| 120.   | Tereza Vinklárková          | 22   |
| 121.   | Natálie Jurčová             | 21   |